# Robert Eigenberger
Robert Eigenberger (geboren am 14. Februar 1890 in Sedlitz, Österreich-Ungarn; gestorben am 14. April 1979 in Wien) war ein österreichischer Kunsthistoriker, Restaurator und Maler und von 1916 bis 1961 an der Akademie der Bildenden Künste in Wien tätig.

## Wirken
Eigenberger studierte Kunstgeschichte in Prag, München, Göttingen und Berlin. Seit dem Studium gehörte er der Burschenschaft Albia Prag (heutige Münchener Burschenschaft Sudetia) an. 1913 wurde er an der k.k. deutschen Karl-Ferdinands-Universität Prag mit einer Dissertation zu dem Bildhauer Adam Krafft und seinen Werken promoviert. In den Jahren 1913 bis 1918 war er zunächst als Praktikant, dann als Assistent an der K. K. Zentralkommission für Denkmalpflege in Wien tätig. Er wurde mit Restaurations- und Konservierungsarbeiten an Kunstwerken der österreichisch-ungarischen Monarchie betraut. Dazwischen meldete sich im Mai 1915 als Kriegsfreiwilliger für die Teilnahme am Ersten Weltkrieg und wurde aufgrund einer Typhuserkrankung bald darauf wieder entlassen. 1916 wurde er Kustos der Gemäldegalerie der Akademie der bildenden Künste Wien, 1922 deren Direktor. Er ordnete die Gemäldegalerie neu und veröffentlichte im Jahr 1927 den ersten wissenschaftlichen Katalog der Bestände der Galerie. Im Jahr 1926 war ihm der Titel Professor verliehen worden, ab dem Sommersemester 1927 lehrte er als Honorardozent für Kunstgeschichte an der Akademie. 1933 wurde er Leiter des an der Akademie eingerichteten Restaurierungskurses und 1934 zum außerordentlichen Professor sowie zum Leiter der Lehrkanzel für Konservierung und Technologie ernannt. 1940 erfolgte seine Ernennung zum ordentlichen Professor.
Nach Kriegsende wurde Eigenberger zunächst seiner Funktionen enthoben, erhielt jedoch im November 1946 erneut einen Lehrauftrag an der Akademie. Als Rektor leitete er mit kurzen Unterbrechungen von 1951 bis 1955 die Wiener Akademie der bildenden Künste und war nach seiner 1961 erfolgten Emeritierung, von 1961 bis 1965 Leiter des dortigen Instituts für sakrale Kunst. Er wurde am Friedhof der Feuerhalle Simmering beigesetzt. Das Grab ist bereits aufgelassen.

### Maler
Eigenberger war auch als Maler tätig. Seit 1919 beteiligte er sich unter dem Pseudonym Karl Reigen an Kunstausstellungen. Von 1928 bis 1939 gehörte er der Wiener Secession an, 1930 wurde ihm der österreichische Staatspreis für Malerei verliehen und 1939 wurde er Mitglied des Wiener Künstlerhauses. 1960 erhielt er den Goldenen Lorbeer des Künstlerhauses.
Er malte Landschaften, Porträts und religiös-allegorische Darstellungen, ferner schuf er eine Reihe von Kopien niederländischer Gemälde des 17. Jahrhunderts.

### Zeit des Nationalsozialismus
Nach dem Anschluss Österreichs an das Deutsche Reich trat er zum 1. Mai 1938 in die NSDAP ein (Mitgliedsnummer 6.294.443), für die er aber bereits seit 1934 illegal tätig war. Er wechselte sein Glaubensbekenntnis von römisch-katholisch zu gottgläubig und wurde förderndes Mitglied der SS und in Folge NS-Dozentenführer an der Wiener Akademie. 1940 erhielt er die Medaille zur Erinnerung an den 13. März 1938 für seine „nationalsozialistische Tätigkeit während der illegalen Zeit“. Im Jahr 1942 wurde ihm das Silberne Treudienst-Ehrenzeichen verliehen.
Als Luftschutz- und Bergungsbeauftragter der Akademie war er für die kriegsbedingte Sicherung der Sammlungen während des Zweiten Weltkrieges verantwortlich. Viele der von ihm als weniger wertvoll kategorisierten Werke, die im Gebäude der Akademie verblieben, wurden durch einen Bombentreffer am 12. März 1945 zerstört oder gelten als verschollen. Von den ausgelagerten Kunstwerken gingen rund 120 durch Plünderungen verloren.

## Veröffentlichungen (Auswahl)
- Die Gemäldegalerie der Akademie der Bildenden Künste in Wien. 2 Bände. Manz, Wien 1927, OCLC 1072318598.
- Peter Paul Rubens (= Wolfrumbücher. Nr. 18). Wolfrum, Wien 1955, OCLC 720081626.